# دوشكو لوكيتش
دوشكو لوكيتش هو لاعب كرة قدم بوسني في مركز الهجوم، ولد في 1958 في برتشكو في البوسنة والهرسك. لعب مع النجم الأحمر بلغراد ونادي رييكا ونادي كورتريك.